# Паџет Брустер
Паџет Валери Брустер (Конкорд; 10. март 1969) је америчка глумица. Прву запаженију улогу остварила је као Кети у четвртој сезони популарне телевизијске серије Пријатељи. Ширу препознатљивост стекла је улогом специјалне агенткиње Емили Прентис, надређене у ФБИ-ју, у криминалистичкој серији Злочиначки умови, емитованој на телевизији CBS. Брустер је била стална чланица глумачке поставе серије од 2006. до 2012. године, након чега се појавила у две епизоде као гост, да би се 2016. године вратила у серију као редовна глумица.

## Рани живот
Паџет Брустер је рођена 10. марта 1969. године у Конкорду, у савезној држави Масачусетс. Њена мајка, Хатавеј Брустер (девојачко Тју), и отац, Гејлен Брустер, радили су као школски администратори у школи. Потомак је Вилијама и Мери Брустер, истакнутих личности међу првим насељеницима у Америци.
Одрасла је у Масачусетсу, након чега се преселила у Њујорк како би похађала Школу дизајна Парсонс. Током прве године студија дебитовала је као глумица, па је напустила школу да би се у потпуности посветила глумачкој каријери. Средином 1990-их преселила се у Сан Франциско, где је похађала часове глуме.

## Каријера
Године 1995, Паџет Брустер је водила ноћни ток-шоу у заливу Сан Франциска под називом The Paget Show, који је емитован у 65 епизода на каналу KPIX-TV. Ширу пажњу публике први пут је стекла улогом Кети у четвртој сезони серије Пријатељи (NBC). Након тога се појавила у серијама Andy Richter Controls the Universe и Huff. На филму је тумачила главну женску улогу, госпођу Неуништиву, у нискобуџетној суперхеројској комедији The Specials (2000) Џејмса Гана. Такође је играла Ејми Пирсон, професорку математике која се плаши воде, у независном филму The Big Bad Swim, који је премијерно приказан на Трајбека филмском фестивалу 2006. године.
Године 2005. започела је рад на синхронизацији, позајмљујући глас Џуди Кен Себен / Брдгёрл у анимираној серији Harvey Birdman, Attorney at Law (а касније је играла сличну улогу у серији American Dad!). Брустер је остварила запажену улогу у дугогодишњој серији Злочиначки умови (Criminal Minds), где је играла вишеструко језички образовану специјалну агенткињу Емили Прентис. Била је део сталне поставе до шесте сезоне, када су она и колегиница Е. Џеј Кук отпуштене у оквиру мера штедње телевизије CBS. Након протеста фанова, обе глумице су враћене у серију наредне сезоне. У фебруару 2012. године објавила је преко портала Deadline да напушта серију на крају сезоне како би се вратила комедији и ситкомима. Улогу Емили Прентис поновила је у деветој сезони поводом 200. епизоде, као и у једанаестој сезони као специјална гошћа. Године 2016. поново се вратила као стална чланица глумачке екипе након одласка глумца Томаса Гибсона.
Брустер је потом тумачила начелницу ПДA Паулу Фостер из Јединице за јавни интегритет у Тужилаштву у серији Ред и закон: Одељење за специјалне жртве. Њен лик је водио истрагу против капетана Доналда Крејгена (Ден Флорек), који је осумњичен за убиство након што се пробудио поред мртве жене у финалу 13. сезоне.
Редовно је наступала у радио-позоришном шоу The Thrilling Adventure Hour, који је уживо сниман месечно у Лос Анђелесу у стилу старих радио-драма. Тумачила је лик Сејди Дојл, алкохоличарке из високог друштва која комуницира са натприродним појавама, заједно са супругом Френком (Пол Ф. Томпкинс), у сегменту Beyond Belief.
У априлу 2013. појавила се у серији Модерна породица као Триш, стручњакиња за уметност која излази са бившим мужем Глорије. У августу исте године гостовала је у шестој епизоди прве сезоне емисије Drunk History на Comedy Central-у. У јануару 2015. почела је да се појављује у серији Заједница. У фебруару 2014. објављено је да је добила улогу у новој комедији на каналу ABC под називом St. Francis. У августу 2016. потврђено је да ће поново играти Емили Прентис у серији Злочиначки умови као стална чланица, након што је CBS отпустио Тома Гибсона.
Такође редовно учествује у подкасту Will You Accept This Rose?, који води Арден Мајрин и који се бави ријалити програмом The Bachelor.

## Лични живот
У емисији Late Night with Conan O'Brien од 30. марта 2006. године, Паџет Брустер открила је да је примила руком писану поруку у којој се наводи да Хју Хефнер жели да се појави у магазину Playboy. Озбиљно је разматрала понуду и иако је изјавила да више цени Playboy у односу на часописе као што су Maxim и FHM, те да су јој родитељи дали своју подршку, на крају је одлучила да одбије понуду.
Добровољно је учествовала као глумица у програму Los Angeles Young Storytellers Program, који подстиче младе да се баве писањем и стваралаштвом.
Дана 17. марта 2013. године, Брустер се верила за композитора Стива Дамстру, члана бендова Folded Light и Whirlwind Heat. Пар се венчао 28. новембра 2014. у Лос Анђелесу, а церемонију је водио њихов близак пријатељ и Брустерин колега из серије Злочиначки умови, Метју Греј Гублер. Од 2016. године, Брустер и Дамстра живе у Лос Анђелесу.

## Филмографија

### Филмови
| Година | Назив                                  | Улога                                 | Напомене          |
| ------ | -------------------------------------- | ------------------------------------- | ----------------- |
| 1998   | Let's Talk About Sex                   | Мишел                                 | [ 22 ]            |
| 1999   | Desperate But Not Serious              | Францис                               | [ 23 ]            |
| 2000   | The Adventures of Rocky and Bullwinkle | Џени Спај                             | [ 24 ]            |
| 2000   | The Specials                           | Емили Тилдербрук / госпођа Неуништива | [ 25 ]            |
| 2001   | Agent 15                               | агент 15                              | Кратки филм       |
| 2001   | Hollywood Palms                        | Фиби                                  | [ 27 ]            |
| 2001   | Skippy                                 | Џули Фонтејн                          | [ 28 ]            |
| 2002   | Now You Know                           | Леа                                   | [ 29 ]            |
| 2003   | Brainwarp                              | Липстикк                              | Кратки филм       |
| 2004   | Eulogy                                 | тетка Лили                            | [ 31 ]            |
| 2005   | Man of the House                       | тренер „Бинки”                        | [ 32 ]            |
| 2005   | My Big Fat Independent Movie           | Џулијен                               | [ 33 ]            |
| 2006   | Cyxork 7                               | Бетани Ферал                          | [ 34 ]            |
| 2006   | The Big Bad Swim                       | Ејми Пирсон                           | [ 35 ]            |
| 2006   | Kidney Thieves                         | Мелинда                               | Кратки филм       |
| 2006   | Малолетници без пратње                 | Валери Давенпорт                      | [ 37 ]            |
| 2007   | Sublime                                | Андреа                                | Видео             |
| 2012   | Batman: The Dark Knight Returns        | Лара Ланг                             | Глас              |
| 2014   | Gumshoe                                | Стилето                               | Глас, кратки филм |
| 2015   | Justice League: Gods and Monsters      | Лоис Лејн                             | Глас              |
| 2015   | Uncle Nick                             | Софи                                  | [ 42 ]            |
| 2015   | Welcome to Happiness                   | Присила                               | [ 43 ]            |
| 2017   | Axis                                   | др Линч                               | Глас              |
| 2017   | Batman and Harley Quinn                | Отровна Ајви                          | Глас, видео       |
| 2018   | The Witch Files                        | детектив Штраус                       | Такође продуцент  |
| 2022   | Hypochondriac                          | др Сампсон                            | [ 47 ]            |

### Телевизија
| Година                             | Назив                                        | Улога                                              | Напомене                                                                                       |
| ---------------------------------- | -------------------------------------------- | -------------------------------------------------- | ---------------------------------------------------------------------------------------------- |
| 1997–98                            | Пријатељи                                    | Кети                                               | 6 епизода, гостујућа улога (4. сезона)                                                         |
| 1998                               | Ghost Cop                                    | Анет                                               | Епизода: Pilot                                                                                 |
| 1998                               | Max Q                                        | Рена Винтер                                        | Телевизијски филм                                                                              |
| 1998–2001                          | Godzilla: The Series                         | Одри Тимондс                                       | Глас, 11 епизода                                                                               |
| 1999                               | The Expert                                   | др Џо Харди                                        | Епизода: Pilot                                                                                 |
| 1999–2000                          | Love & Money                                 | Адисон Конклин                                     | Сезона 1 (13 епизода)                                                                          |
| 2000                               | Star Patrol                                  | Рејчел Страјкер                                    | Пилот                                                                                          |
| 2000                               | One True Love                                | Тина                                               | Телевизијски филм                                                                              |
| 2000–01                            | The Trouble With Normal                      | Клер Гарлети                                       | Сезона 1 (13 епизода)                                                                          |
| 2001                               | DAG                                          | Пати Донован                                       | Епизода: Prom                                                                                  |
| 2001                               | Raising Dad                                  | Грејси                                             | Епизода: Sex Ed                                                                                |
| 2002                               | George Lopez                                 | Џинџер                                             | Епизода: The Wedding Dance                                                                     |
| 2002–03                            | Andy Richter Controls the Universe           | Џесика Грин                                        | Сезоне 1–2 (19 епизода)                                                                        |
| 2003                               | The Snobs                                    |                                                    | Пилот                                                                                          |
| 2003                               | Time Belt                                    | пуковник Џослин Анкор                              | Епизода: Oh. shirt. Zombies.                                                                   |
| 2004                               | Rock Me, Baby                                | Деби                                               | Епизода: Look Who's Talking                                                                    |
| 2004–06                            | Хаф                                          | Бет Хафштот                                        | Сезоне 1–2 (25 епизода)                                                                        |
| 2005                               | Два и по мушкарца                            | Џејми Еклбери                                      | Епизода: A Lungful of Alan                                                                     |
| 2005                               | Duck Dodgers                                 | Рона Випра                                         | Глас, 2 епизоде                                                                                |
| 2005                               | Amber Frey: Witness for the Prosecution      | Карол Картер                                       | Телевизијски филм                                                                              |
| 2005–07                            | Harvey Birdman, Attorney at Law              | Џуди Кен Себен                                     | Глас, 9 епизода                                                                                |
| 2005–20                            | Амерички тата                                | разни гласови                                      | Сезоне 1–4, 6, 8, 10, 12, 14 и 17 (24 епизоде)                                                 |
| 2005–06                            | Stacked                                      | Шарлот                                             | 3 епизоде                                                                                      |
| 2006                               | Привучени                                    | услуге за децу                                     | Глас, епизода: Captain Girl                                                                    |
| 2006                               | A Perfect Day                                | Алисон Харлан                                      | Телевизијски филм                                                                              |
| 2006–12, 2014, 2016–20, 2022–данас | Злочиначки умови                             | Емили Прентис                                      | 204 епизоде Главна улога (сезоне 2–7, 12–сада) Гостујућа улога (сезона 9, 11)                  |
| 2007, 2012                         | Ред и закон: Одељење за специјалне жртве     | Шила Тирнеј/помоћник окружног тужиоца Паула Фостер | 3 епизоде                                                                                      |
| 2008                               | Lost Behind Bars                             | Лорен Вајлд                                        | Телевизијски филм                                                                              |
| 2009                               | Краљ брда                                    | Мирна                                              | Глас, епизода: Lucky See, Monkey Do                                                            |
| 2011–13                            | Dan Vs.                                      | Елис/разни гласови                                 | Главна улога; Сезоне 1–3 (53 епизоде)                                                          |
| 2011                               | My Life As an Experiment                     | Стејси Вајлдер                                     | Пилот                                                                                          |
| 2013                               | Модерна породица                             | Триш                                               | Епизода: Flip Flop                                                                             |
| 2013                               | Spy                                          | Ерика                                              | Пилот                                                                                          |
| 2013                               | The Birthday Boys                            | Кери                                               | Епизода: Going All the Way                                                                     |
| 2013, 2015                         | The Venture Bros.                            | Амбер Голд/разни гласови                           | Глас, 3 епизоде                                                                                |
| 2013–19                            | Drunk History                                | себе/Ема Фолсом                                    | 8 епизода                                                                                      |
| 2014                               | Заједница                                    | Дебра Чејмберс                                     | Сезона 5 (1 епизода)                                                                           |
| 2014                               | The Boondocks                                | разни гласови                                      | Епизода: The New Black                                                                         |
| 2014                               | Saint Francis                                | Стефани Квинлан                                    | Пилот                                                                                          |
| 2014                               | Key & Peele                                  | детективка Сали Фергусон                           | Епизода: Sex Detective                                                                         |
| 2014, 2016                         | Време је за авантуру                         | Вајола                                             | Глас, 2 епизоде                                                                                |
| 2015                               | Down Dog                                     | Аманда Ашер                                        | Пилот                                                                                          |
| 2015                               | Kroll Show                                   | Бобијева мама                                      | Епизода: The In Addition Tos                                                                   |
| 2015                               | Заједница                                    | Франческа Френки Дарт                              | Сезона 6 (13 епизода)                                                                          |
| 2015                               | Moonbeam City                                | Каризма Милер, Софистика Милер                     | Глас, епизода: Lasers & Liars                                                                  |
| 2015                               | W/ Bob & David                               | Шарлин Бојер                                       | 1 епизода                                                                                      |
| 2015                               | Justice League: Gods and Monsters Chronicles | Лоис Лејн                                          | Глас, епизода: Bomb                                                                            |
| 2015–18                            | Another Period                               | Додо Белакорт                                      | Сезоне 1–3 (22 епизоде)                                                                        |
| 2015–16                            | Grandfathered                                | Сара Кингзли                                       | Сезона 1 (22 епизоде)                                                                          |
| 2016, 2021–22                      | Породични човек                              | Гречен Мерсер/други ликови                         | Глас, 3 епизоде                                                                                |
| 2016                               | Future-Worm!                                 | Баба Мраз                                          | Глас, епизода: Lost in the Mall                                                                |
| 2017                               | Злочиначки умови: Преко границе              | Емили Прентис                                      | Епизода: Type A                                                                                |
| 2018                               | Mighty Magiswords                            | Вероника Викторијус                                | Глас, епизода: Mall of Shame                                                                   |
| 2018–21                            | Пачје приче                                  | Дела Дак                                           | Глас, главна улога Номинована за Дневну награда Еми за изврсног извођача у анимираном програму |
| 2019                               | Mom                                          | Вероника Стоун                                     | Сезона 7 (3 епизоде)                                                                           |
| 2019–20                            | Боџек Хорсман                                | Пејџ Синклер                                       | Глас, 4 епизоде                                                                                |
| 2020                               | Холивуд                                      | Талула Банкхед                                     | 2 епизоде                                                                                      |
| 2021–2022                          | Birdgirl                                     | Џуди Кен Себен                                     | Глас, главна улога                                                                             |
| 2021–данас                         | Behind the Attraction                        | наратор                                            | Глас, 16 епизода                                                                               |
| 2022                               | How I Met Your Father                        | Лори                                               | Епизода: The Good Mom                                                                          |
| 2022                               | Tuca & Bertie                                |                                                    | Глас, епизода: Leaf Raking                                                                     |
| 2022                               | The Great North                              | госпођа Андерсон                                   | Глас, епизода: Arranger-ous Minds Adventure                                                    |
| 2024                               | Twilight of the Gods                         | Џарнглумра                                         | Глас, епизода: The Bride-Price                                                                 |

### Веб
| Година | Назив       | Улога        | Напомене                          |
| ------ | ----------- | ------------ | --------------------------------- |
| 2021   | Alpha Betas | Алисон/Емили | Глас, епизода: This Is Alpha Team |